# コールド・スプリング・ハーバー (ニューヨーク州)
コールド・スプリング・ハーバー（Cold Spring Harbor）はアメリカ合衆国ニューヨーク州のロングアイランド西部北岸にある港町でリゾート地。
サフォーク郡ハンティントン町に属する。人口4975人（2000年）。文字通り泉がわき出ていたことから名付けられた。古くからの港町で、特に19世紀には捕鯨基地として繁栄した。現在も捕鯨博物館がある。その後は夏の保養地として人気が出た。現在はニューヨーク市東郊のベッドタウンともなっている。
またコールド・スプリング・ハーバー研究所でも有名であるが、この研究所は実際には西隣のナッソー郡ローレル・ホロー村にある。
ビリー・ジョエルのソロ・デビュー・アルバムのタイトルにもなった（邦題は『コールド・スプリング・ハーバー〜ピアノの詩人』）。 
座標: 北緯40度51分48秒 西経73度26分35秒 / 北緯40.8633度 西経73.4431度